# Alcalde Díaz
Alcalde Díaz is een deelgemeente (corregimiento) van de gemeente (distrito) Panamá in Panama. In 2015 was het inwoneraantal 57.000.
Alcalde Díaz ontstond als deelgemeente in 2009; tot dan behoorde het tot de deelgemeente Las Cumbres.